# The Voice Kids/Staffel 7
Die siebte Staffel der deutschen Gesangs-Castingshow The Voice Kids wurde vom 17. Februar 2019 bis zum 21. April 2019 im Fernsehen erstausgestrahlt. Moderiert wurde die siebte Staffel von Thore Schölermann und Melissa Khalaj. Die Jury bestand aus Alec Völkel und Sascha Vollmer von der Countryband Bosshoss im Doppelstuhl, der ESC-Siegerin Lena Meyer-Landrut, der Sängerin Stefanie Kloß von der Band Silbermond und dem Singer-Songwriter Mark Forster. Die Gewinnerinnen der siebten Staffel waren Mimi & Josy.

## Erste Phase: Die Blind Auditions
Folgende Kandidaten erhielten alle vier Jurystimmen: Thapelo, Isabelle, Nico, Max, Lilo, David, Lazaros, Lea, Remy, das Duo Mimi & Josefin, Tapiwa, Davit, Elena, Sila N., Teodora, Idalia und Theo.
Von diesen 17 entschieden sich sechs für Mark Forster, jeweils vier für The BossHoss und Stefanie Kloß und drei für Lena Meyer-Landrut als Coach.
| Folge  | Die Coaches und ihre Kandidaten                      | Die Coaches und ihre Kandidaten                       | Die Coaches und ihre Kandidaten                                         | Die Coaches und ihre Kandidaten                                          |
| Folge  | Lena Meyer-Landrut                                   | Stefanie Kloß                                         | The BossHoss                                                            | Mark Forster                                                             |
| ------ | ---------------------------------------------------- | ----------------------------------------------------- | ----------------------------------------------------------------------- | ------------------------------------------------------------------------ |
| 01     | Eske (15 Jahre) Leonie (13 Jahre) Thapelo (13 Jahre) | Fiona (12 Jahre) Nils L. (12 Jahre)                   | Abigail (14 Jahre)                                                      | Davit (11 Jahre) Elene (10 Jahre) Theodor (13 Jahre)                     |
| 02     | Kyria (14 Jahre) Nevio (10 Jahre)                    | Orlando (12 Jahre) Remy (14 Jahre)                    | Erik (14 Jahre) Mimi & Josefin (15 & 13 Jahre) Nico (14 Jahre)          | Evin (12 Jahre) Idalia (10 Jahre)                                        |
| 03     | Lilo (12 Jahre) Luana (14 Jahre) Magbule (14 Jahre)  | Anna (13 Jahre) Evanthia (15 Jahre)                   | Franz (14 Jahre) Isabelle (14 Jahre) Philipp (10 Jahre)                 | Peter (11 Jahre) Sila N. (14 Jahre)                                      |
| 04     | Jorden (15 Jahre) Max (14 Jahre)                     | Cora (14 Jahre) Evelyne (14 Jahre) Theresa (13 Jahre) | Helena (13 Jahre) Laura-Céline (12 Jahre) Ruza (10 Jahre)               | Leon (12 Jahre) Theodora (9 Jahre)                                       |
| 05     | Dio (14 Jahre) Lana (14 Jahre) Nino (14 Jahre)       | Lazaros (15 Jahre) Lea (14 Jahre) Nelli (13 Jahre)    | Greta (13 Jahre)                                                        | Cedrik (15 Jahre) Jenai (13 Jahre) Miracle (11 Jahre) Nils D. (10 Jahre) |
| 06     | Elena (14 Jahre) Lara (14 Jahre)                     | David (14 Jahre) Jonna (15 Jahre) Tim (13 Jahre)      | Joshua (11 Jahre) Kimberly (13 Jahre) Kira (14 Jahre) Tapiwa (13 Jahre) | Hala (12 Jahre) Mondia (9 Jahre)                                         |
| Gesamt | 15                                                   | 15                                                    | 15                                                                      | 15                                                                       |

## Zweite Phase: Battle Round
In der 7. Staffel konnten sich insgesamt 60 Kinder während der „Blind Auditions“ für die zweite Runde qualifizieren, somit waren in jedem Team 15 Kandidaten vertreten. Jeweils drei Kinder aus einem Team traten gegeneinander an. Nur einer erreichte die nächste Runde, die Sing Offs.
| Folge | Battle | Kandidaten | Kandidaten   | Kandidaten     | Song                                         | Team      | Gast-Coach      |
| ----- | ------ | ---------- | ------------ | -------------- | -------------------------------------------- | --------- | --------------- |
| 07    | 1      | Ruza       | Philipp      | Joshua         | Alles wird sich ändern von Echt              | Boss Hoss |                 |
| 07    | 2      | Thapelo    | Luana        | Eske           | Talking to the Moon von Bruno Mars           | Lena      | Felix Jaehn     |
| 07    | 3      | Theodor    | Evin         | Leon           | Tausend Tattoos von Sido                     | Mark      |                 |
| 07    | 4      | Nelli      | Cora         | Jonna          | Shallow von Lady Gaga & Bradley Cooper       | Stefanie  |                 |
| 07    | 5      | Idalia     | Mondia       | Davit          | A Million Dreams von Pink                    | Mark      |                 |
| 07    | 6      | Helena     | Laura-Céline | Tapiwa         | Back for Good von Take That                  | Boss Hoss | Ilse DeLange    |
| 07    | 7      | Orlando    | Nils L.      | Fiona          | Imagine von John Lennon                      | Stefanie  | Henning Wehland |
| 07    | 8      | Dio        | Elena        | Lana           | You Give Me Something von James Morrison     | Lena      |                 |
| 07    | 9      | Kira       | Abigail      | Isabell        | Coming Home von Rita Ora                     | Boss Hoss | Rita Ora        |
| 08    | 1      | Nils       | Peter        | Cedrik         | Teenage Dirtback von Wheatus                 | Mark      |                 |
| 08    | 2      | Nino       | Magbule      | Lara           | Hide and Seek von Imogen Heap                | Lena      | Mike Singer     |
| 08    | 3      | Tim        | Remy         | Lea            | Be Alright von Dean Lewis                    | Stefanie  |                 |
| 08    | 4      | Miracle    | Jenai        | Teodora        | What the World Needs Now von Dionne Warwick  | Mark      | Namika          |
| 08    | 5      | Kimberly   | Greta        | Mimi & Josefin | Sign of the Times von Harry Styles           | Boss Hoss | Ilse DeLange    |
| 08    | 6      | Jorden     | Max          | Leonie         | Eastside von Benny Blanco, Halsey and Khalid | Lena      | Felix Jaehn     |
| 08    | 7      | Nico       | Erik         | Franz          | 7 Years von Lukas Graham                     | Boss Hoss |                 |
| 09    | 1      | Evanthia   | Lazaros      | Theresa        | What About Us? von Pink                      | Stefanie  | Henning Wehland |
| 09    | 2      | Sila       | Hala         | Elene          | Fix You von Coldplay                         | Mark      |                 |
| 09    | 3      | Kyria      | Lilo         | Nevio          | How Far I’ll Go von Alessia Cara             | Lena      | Felix Jaehn     |
| 09    | 4      | Evelyne    | David        | Anna           | Video Games von Lana Del Rey                 | Stefanie  |                 |

## Dritte Phase: Die Sing-Offs
Die fünf Gewinner aus den Battles traten im jeweiligen Team nochmals gegeneinander an. Dort sangen sie erneut ihre Songs aus den Blind Auditions. Der eigene Coach durfte dann zwei Kinder aus dem eigenen Team mit ins Finale nehmen.
| Episode | Coach     | Kandidat       | Song                                           |
| ------- | --------- | -------------- | ---------------------------------------------- |
| 08      | Boss Hoss | Abigail        | A Song for You von Donny Hathaway              |
| 08      | Boss Hoss | Ruza           | Du hast’n Freund in mir von Klaus Lage         |
| 08      | Boss Hoss | Erik           | Here I Go Again von Whitesnake                 |
| 08      | Boss Hoss | Tapiwa         | Georgia on My Mind von Ray Charles             |
| 08      | Boss Hoss | Mimi & Josefin | Creep von Radiohead                            |
| 09      | Mark      | Davit          | It’s a Man’s Man’s Man’s World von James Brown |
| 09      | Mark      | Theodor        | Scotty beam mich hoch von Marteria             |
| 09      | Mark      | Cedrik         | Mamma Mia von ABBA                             |
| 09      | Mark      | Teodora        | What a Wonderful World von Louis Armstrong     |
| 09      | Mark      | Hala           | Don’t You Remember von Adele                   |
| 09      | Stefanie  | Lea            | Blowin’ in the Wind von Bob Dylan              |
| 09      | Stefanie  | Nelli          | Lovefool von The Cardigans                     |
| 09      | Stefanie  | Lazaros        | Grand Piano von Nicki Minaj                    |
| 09      | Stefanie  | Orlando        | Don’t Be a Fool von Shawn Mendes               |
| 09      | Stefanie  | Anna           | Chasing Pavements von Adele                    |
| 09      | Lena      | Dio            | Ordinary People von John Legend                |
| 09      | Lena      | Thapelo        | Halo von Beyoncé                               |
| 09      | Lena      | Leonie         | Unstoppable von Sia                            |
| 09      | Lena      | Lilo           | Defying Gravity von Idina Menzel               |
| 09      | Lena      | Nino           | Castle von Halsey                              |

## Vierte Phase: Finale
Das Finale fand am 21. April 2019 statt. Aus Jugendschutzgründen wurden die Bühnenauftritte der minderjährigen Teilnehmer bereits früher aufgezeichnet und zeitversetzt ausgestrahlt, nur die Siegerverkündung wurde live übertragen.
Die jeweils zwei Finalisten pro Team hatten einen gemeinsamen Auftritt mit ihrem Coach und je einen Soloauftritt. Danach musste sich jeder Coach für eines seiner Talente entscheiden, das er mit in die letzte Phase, die „Voting-Runde“, nahm.
| Episode | Startnr. | Name           | Songs                                                         | Coach     |
| ------- | -------- | -------------- | ------------------------------------------------------------- | --------- |
| 10      | 1        | Thapelo        | Kiss from a Rose von Seal                                     | Lena      |
| 10      | 2        | Dio            | Love Someone von Lukas Graham                                 | Lena      |
| 10      | 3        | Team Lena      | I’m So Tired von Lauv & Troye Sivan                           | Lena      |
| 10      | 4        | Teodora        | Can’t Help Falling in Love von Elvis Presley                  | Mark      |
| 10      | 5        | Davit          | Feeling Good von Michael Bublé                                | Mark      |
| 10      | 6        | Team Mark      | High Hopes von Panic! at the Disco                            | Mark      |
| 10      | 7        | Lazaros        | Against All Odds (Take a Look at Me Now) von Phil Collins     | Stefanie  |
| 10      | 8        | Lea            | Dear Mr. President von Pink                                   | Stefanie  |
| 10      | 9        | Team Stefanie  | Say Something von Justin Timberlake                           | Stefanie  |
| 10      | 10       | Team Boss Hoss | Nothing Breaks Like a Heart von Mark Ronson feat. Miley Cyrus | Boss Hoss |
| 10      | 11       | Erik           | Live and Let Die von Paul McCartney & Wings                   | Boss Hoss |
| 10      | 12       | Mimi & Josefin | One von U2                                                    | Boss Hoss |

## Fünfte Phase: Voting-Runde
Die vier Gewinner der vierten Phase Thapelo, Mimi & Josefin, Lea und Davit sangen jeweils einen weiteren Song. Außerdem war Lukas Rieger zu Gast, der seinen neuen Titel Nobody Knows Me (Like You Do) präsentierte. Währenddessen konnten die Zuschauer per Televoting für ihren Favoriten abstimmen. Die Gewinnerinnen der Show wurden Mimi & Josefin und damit zum ersten Mal ein Duo.
| Episode | Startnr. | Name           | Song                                     | Coach     |
| ------- | -------- | -------------- | ---------------------------------------- | --------- |
| 10      | 1        | Thapelo        | Perfect von Ed Sheeran                   | Lena      |
| 10      | 2        | Mimi & Josefin | Nothing Compares 2 U von Sinéad O’Connor | Boss Hoss |
| 10      | 3        | Lea            | Reckoning Song (One Day) von Asaf Avidan | Stefanie  |
| 10      | 4        | Davit          | Never Enough von Loren Allred            | Mark      |

## Einschaltquoten
| Nr. (Staffel) | Nr. (gesamt) | Sendung             | Datum                | Zuschauer | Zuschauer       | Marktanteil | Marktanteil     |
| Nr. (Staffel) | Nr. (gesamt) | Sendung             | Datum                | Gesamt    | 14 bis 49 Jahre | Gesamt      | 14 bis 49 Jahre |
| ------------- | ------------ | ------------------- | -------------------- | --------- | --------------- | ----------- | --------------- |
| 01            | 48           | Blind Auditions     | So, 17. Februar 2019 | 2,80 Mio. | 1,22 Mio.       | 8,9 %       | 11,9 %          |
| 02            | 49           | Blind Auditions     | So, 24. Februar 2019 | 2,49 Mio. | 1,20 Mio.       | 8,0 %       | 11,9 %          |
| 03            | 50           | Blind Auditions     | So, 3. März 2019     | 2,59 Mio. | 1,13 Mio.       | 8,0 %       | 11,0 %          |
| 04            | 51           | Blind Auditions     | So, 10. März 2019    | 2,58 Mio. | 1,16 Mio.       | 7,9 %       | 11,2 %          |
| 05            | 52           | Blind Auditions     | So, 17. März 2019    | 2,53 Mio. | 1,17 Mio.       | 7,7 %       | 10,7 %          |
| 06            | 53           | Blind Auditions     | So, 24. März 2019    | 2,18 Mio. | 0,94 Mio.       | 6,6 %       | 8,4 %           |
| 07            | 54           | Battles             | So, 31. März 2019    | 2,26 Mio. | 0,96 Mio.       | 7,4 %       | 9,6 %           |
| 08            | 55           | Battles & Sing-Offs | So, 7. April 2019    | 2,04 Mio. | 0,87 Mio.       | 6,9 %       | 9,0 %           |
| 09            | 56           | Battles & Sing-Offs | So, 14. April 2019   | 2,14 Mio. | 0,93 Mio.       | 7,0 %       | 9,4 %           |
| 10            | 57           | Finale              | So, 21. April 2019   | 1,92 Mio. | 0,74 Mio.       | 7,7 %       | 10,5 %          |